# 다자와호
다자와호(일본어: 田沢湖 다자와코[*])는 아키타현 센보쿠시에 있는 호수이다. 일본에서 가장 깊은 호수이며 다자와코다키가에리 현립 자연공원으로 지정되었다.

## 지리
아키타현의 중동부에 위치한 호수로 최대 수심은 423.4 m, 세계에서는 17번째로 깊다. 참고로 세계에서 가장 깊은 호수는 바이칼호이다.
호면의 표고는 249 m로 이 때문에 호수 밑바닥은 해면하 174.4 m가 된다. 이러한 깊이 탓에 겨울에도 호수는 얼지 않는다. 호수의 색은 비취색에서 감색 빛깔을 내고 있다.
일찍이 화산성 무기물이 다량 함유된 수질과 유입하천 수가 적기 때문에 1931년 조사에서 31 m에 이르는 투명도를 자랑했다. 그러나, 1940년 오보나이 수력 발전소 건설과 농업진흥을 위해 다른 곳으로 흐르고 있던 다마가와 강을 끌어 들였고, 이는 pH 1.1의 강산성의 수질을 가진 강이었기 때문에 다자와호는 급속히 산성화되어 고유종인 구니마스를 비롯해 많은 어류가 폐사하는 결과를 낳았다. 이를 추모하기 위하여 다자와호 부근에 히메 관음상이 세워졌다.
이에 1972년 석회석을 이용한 산성수 중화대책을 세우기 시작해 1991년 근본적 해결을 위해 다마가와 강 산성수 중화처리시설이 가동했고, 호수 표층부가 중성에 가까울 정도에 이르렀다. 하지만, 2000년 조사결과 심도 200 m에서 pH 5.14~5.58, 400 m에서 pH 4.91로 아직 호수 전체가 완전히 회복되자면 멀었다.

## 생성원인
다자와호는 원형의 깊은 호수지만, 생성원인에 대해서는 아직 판명이 나지 않았다. 일반적으로 호수의 생성원인에는 3종류가 있다.
1. 칼데라호: 도와다호처럼 거대한 분화에 의한 칼데라에 생긴 호수.
2. 크레이터: 배링거 운석구처럼 거대한 운석과의 충돌로 생성된 곳에 생긴 호수
3. 구조호: 스와호처럼 단층운동에 의해 형성된 땅에 생긴 호수.

주위의 지질조사의 결과, 180만년전부터 140만년전의 폭발적 분화에 의한 칼데라와의 설이 거론되고 있다.